# Congreso Obrero de Barcelona de 1868
El Congreso Obrero de Barcelona de 1868 se celebró el 13 de diciembre de 1868 en Barcelona (España) convocado por la Dirección Central de Sociedades Obreras de Barcelona, que se había creado dos meses antes gracias a la libertad conseguida tras el triunfo de la Revolución Gloriosa de septiembre de 1868. Asistieron sesenta y una sociedades obreras catalanas. Su antecedente más inmediato fue el Congreso Obrero de Barcelona de 1865 —el primero en la historia del movimiento obrero en España, aunque circunscrito también a Cataluña—. Habrá que esperar a 1870 para que se celebre el primer congreso obrero de ámbito estatal que también tuvo su sede en Barcelona, y del cual surgiría la FRE-AIT.

## Antecedentes
La Revolución de septiembre de 1868 abrió un periodo de libertad en el que las sociedades obreras —en sus dos variantes de sociedades de ayuda mutua y de sociedades de resistencia—  pudieron salir de la clandestinidad en que habían vivido durante la mayor parte del reinado de Isabel II. En octubre el Gobierno Provisional de 1868-1871 decretó la libertad de asociación y ese mismo mes se fundó la Dirección Central de las Sociedades Obreras de Barcelona en la que se integraron las que habían subsistido durante la clandestinidad y otras nuevas que se crearon entonces. Se adhirieron a ella sociedades de tejedores a mano y tejedores mecánicos, de panaderos, de canteros, de cerrajeros, de impresores, de ebanistas, de sastres, etc.
La Dirección Central hizo público un llamamiento A los obreros de Cataluña en el que los convocaba a la celebración de un Congreso, pues «en todos los países donde las instituciones dan bastante garantía para ello, la clase obrera se reúne, celebra congresos, no sólo locales sino internacionales». Se proponía que asistieran tres representantes por cada sociedad obrera de Barcelona y cinco por cada localidad en que existiesen sociedades obreras. En el Congreso se trataría especialmente de la forma de gobierno que habría de sustituir a la derrocada Monarquía de Isabel II.

La primera cuestión que las abraza todas es hoy la reconstitución de nuestra patria, que ha de nacer del sistema de gobierno que la nación acepte como el más ventajoso... Ésta ha de ser la base fundamental de las deliberaciones del congreso, determinar cuál es la forma de gobierno que mejor puede proteger los intereses de la clase obrera, a fin de apoyarle con los esfuerzos de todos, votando en los comicios diputados que se comprometan a defender en el seno de la representación nacional el planteamiento de aquel sistema de gobierno que haya parecido más ventajoso.

## Desarrollo
En el congreso estuvieron representadas 61 sociedades catalanas, 34 de Barcelona y las restantes, de las 45 que han podido ser identificadas, de Roda, Tiana, Mataró, Igualada, Sallent, Moyá, Manlleu, Sabadell, Estany, Martorell y Tarragona. Entre los acuerdos que se adoptaron destaca el apoyo al establecimiento de la República Federal y a la participación de la clase obrera en las elecciones y la decisión de publicar un semanario con el nombre de La Federación —que se convertiría más tarde en el periódico internacionalista más importante—. También se apoyó el cooperativismo como vía para alcanzar la emancipación social, así como la formación de comisiones mixtas de patronos y obreros en las que discutirían sus reivindicaciones. Entre sus dirigentes se encontraban hombres que luego serían figuras destacadas de la FRE-AIT: Rafael Farga Pellicer y Antonio Marsal Anglora, nombrados secretarios de la organización; y Juan Nuet, Jaime Balasch, Clement Bové y Juan Fargas.
Los que defendieron la República federal argumentaron que por ella «obtendremos la descentralización, que en vano la esperaremos de los que quieran la República unitaria, que tanto favorece... a los cortesanos que viven a costa de los demás provincias». Farga Pellicer dijo «que los tres partidos políticos, absolutista, constitucional y democrático, que existen, representan las tres clases en que actualmente está dividida la sociedad: la nobleza, la clase media y la clase obrera» y que esta «si no quiere suicidarse debe votar y defender la República... La clase obrera, no obstante de ser más ignorante, resolverá el problema de la libertad, igualdad y fraternidad de los pueblos». Además afirmó que «el sistema societario cooperativo es el único que emancipará al obrero de la tiranía del capital, la República federativa será la que emancipará al pueblo de la tiranía de los déspotas». En su primer número La Federación proclamó su apoyo a la República Federal, «forma de gobierno que más conviene a los intereses de clase de los trabajadores, forma política necesaria para su emancipación».

## Consecuencias
En enero de 1869 la Dirección Central de las Sociedades Obreras de Barcelona pidió a los trabajadores el voto para las candidaturas del Partido Republicano Federal «porque la indiferencia [política] entre vosotros sería un crimen...; porque daríamos lugar a que el despotismo y demás plagas anexas a él se entronizasen otra vez en nuestra pobre patria». La proclama iba firmada por Farga Pellicer.
Resultaron elegidos por Barcelona el obrero Pablo Alsina, miembro de la Sociedad de Tejedores de Velos, y Baldomer Lostau i Prats, que luego se integraría en la sección barcelonesa de la Internacional.
Tras la celebración de las elecciones, la Dirección Central organizó un «té político», el 5 de febrero, para homenajear a los diputados del Partido Republicano Federal elegidos por la circunscripción de Barcelona, y en el que tomó la palabra Pablo Alsina. Dos días antes la Dirección Central había hecho público un manifiesto A los obreros de todos los países en respuesta al mensaje que había enviado la sección ginebrina de la Asociación Internacional de Trabajadores «a los obreros españoles» con fecha 26 de diciembre de 1868, y en el que se oponía a que apoyaran la República, y al enviado por la sección alemana en que exponía la posición contraria. A los ginebrinos el manifiesto les decía: «Bien se nos alcanza que la libertad que proporciona la revolución política exclusivamente es innecesaria para levantar al pueblo de la decadencia moral y material... Sobrado comprendemos que la libertad sin la igualdad política, y ésta sin la libertad económica no es más que un engaño. Pero salimos de una situación despótica y de postración, en que nuestros derechos a la instrucción, a la ciencia, a la vida intelectual no existían». Y a los alemanes: «hoy, que por la libertad va la República a la realización de los más grandes problemas sociales... Vedle [al pueblo obrero] organizar a centenares las SOCIEDADES COOPERATIVAS, bien convencido de que por ellas, y sólo por ellas, ha de redimirse bien pronto de la mísera condición de esclavo del trabajo... Vedle... compacto... acudir a los comicios con el santo anhelo de la República».
Como ha señalado Josep Termes, «en este período de integración entre obrerismo y federalismo» «destacados dirigentes de los sindicatos barceloneses no sólo figuraron en las filas del republicanismo federal, sino que, incluso, alcanzaron cargos dirigentes en el partido».